# Karaté aux Jeux asiatiques de 2006
Aux Jeux asiatiques de 2006, organisés à Doha, au Qatar, les épreuves de karaté ont eu lieu les 12 et 13 décembre.

## Résultats

### Kata
| Rang | Pays           | Karatéka         |
| ---- | -------------- | ---------------- |
| 1    | Japon          | Tetsuya Furukawa |
| 2    | Malaisie       | Jin Keat Ku      |
| 3    | Philippines    | Noël Espinosa    |
| 3    | Taipei chinois | Chia Hao Shen    |

| Rang | Pays     | Karatéka          |
| ---- | -------- | ----------------- |
| 1    | Japon    | Nao Morooka       |
| 2    | Viêt Nam | Hoang Ngan Nguyen |
| 3    | Macao    | Pui Si Cheung     |
| 3    | À venir  | Lee Lee Lim       |

### Kumite

#### Kumitemasculin
| Rang | Pays            | Karatéka              |
| ---- | --------------- | --------------------- |
| 1    | Taipei chinois  | Cheng Kang Hsieh      |
| 2    | Malaisie        | Puvaneswaran Ramasamy |
| 3    | Arabie saoudite | Thamer Al Maki        |
| 3    | Viêt Nam        | Nguyen Pham Tran      |

| Rang | Pays           | Karatéka             |
| ---- | -------------- | -------------------- |
| 1    | Iran           | Hossein Rouhani      |
| 2    | Malaisie       | Kunasilan Lakanathan |
| 3    | Qatar          | Abdullah Dalloul     |
| 3    | Taipei chinois | Hsiang Chen Huang    |

| Rang | Pays     | Karatéka       |
| ---- | -------- | -------------- |
| 1    | Iran     | Hassan Rouhani |
| 2    | Japon    | Shion Kayahara |
| 3    | Qatar    | Magid Adwan    |
| 3    | Malaisie | Yoke Wai Lim   |

| Rang | Pays   | Karatéka                     |
| ---- | ------ | ---------------------------- |
| 1    | Koweït | Abdullah Al Otaibi           |
| 2    | Syrie  | Mohammed Naors Alhame Mmshok |
| 3    | Iran   | Saeid Farrokhi               |
| 3    | Japon  | Takuro Nihei                 |

| Rang | Pays       | Karatéka             |
| ---- | ---------- | -------------------- |
| 1    | Iran       | Jasem Modamivishkaei |
| 2    | Japon      | Ko Matsuhisa         |
| 3    | Kazakhstan | Shattyk Kazhymukanov |
| 3    | Jordanie   | Talat Khalil         |

| Rang | Pays     | Karatéka            |
| ---- | -------- | ------------------- |
| 1    | Koweït   | Ahmad Mohammad      |
| 2    | Japon    | Ryosuke Shimizu     |
| 3    | Jordanie | Mutasembellah Khair |
| 3    | Iran     | Esmaeil Tark        |

| Rang | Pays       | Karatéka        |
| ---- | ---------- | --------------- |
| 1    | Kazakhstan | Khalid Khalidov |
| 2    | Koweït     | Jaber Al Hamad  |
| 3    | Jordanie   | Amer Abu Afifeh |
| 3    | Indonésie  | Umar Syarief    |

#### Kumiteféminin
| Rang | Pays           | Karatéka                |
| ---- | -------------- | ----------------------- |
| 1    | Viêt Nam       | Nguyet Anh Vu Thi       |
| 2    | Malaisie       | Vasantha Marial Anthony |
| 3    | Taipei chinois | Yen Hui Chen            |
| 3    | Thaïlande      | Jittikan Tiemsurakan    |

| Rang | Pays        | Karatéka           |
| ---- | ----------- | ------------------ |
| 1    | Japon       | Tomoko Araga       |
| 2    | Philippines | Ma Marna Pabillore |
| 3    | Indonésie   | Jenny Zeannet      |
| 3    | Kazakhstan  | Venera Zhetibay    |

| Rang | Pays      | Karatéka           |
| ---- | --------- | ------------------ |
| 1    | Japon     | Yuka Sato          |
| 2    | Viêt Nam  | Thi Hai Yen Nguyen |
| 3    | Hong Kong | Ka Man Chan        |
| 3    | Malaisie  | Yamini Gopalasamy  |

| Rang | Pays                | Karatéka                                  |
| ---- | ------------------- | ----------------------------------------- |
| 1    | Ouzbékistan         | Sofiya Kaspulatova                        |
| 2    | Émirats arabes unis | Sheikha Maitha Mohammed Rashed Al-Maktoum |
| 3    | Indonésie           | Mardiah Nasution                          |
| 3    | Macao               | Paula Cristina Pereira Carion             |